# !!!
!!! (произносится chk chk chk, что теоретически имитирует щёлкающие согласные) — американская группа, созданная осенью 1996 года после совместного тура членов местных групп The Yah Mos, Black Liquorice и Popesmashers. Название группы было вдохновлено субтитрами фильма «Наверное, боги сошли с ума», в котором щёлкающие звуки языка бушменов представлялись как «!».

## История группы
Группа !!! была образована осенью 1996 года из участников коллективов Yah Mos, Black Liquorice и Popesmashers. До того эти группы вместе участвовали в концертном туре и после возвращения в Сакраменто объединились. Коллектив состоял из восьми человек: вокалиста Ника Оффера, гитаристов Марио Андреони и Тайлера Поупа, басиста Джастина ван дер Волгена, трубача Дэна Гормана, саксофониста Аллана Уилсона, ударников Микела Гиуса и Джейсона Ресина.
Первые годы своего существования группа !!! провела, вырабатывая собственное звучание и выступая на домашних вечеринках. В то время Оффер, Поуп и ван дер Волген состояли также в электронной группе Out Hud. С этой группой !!! выпустили в 1999 году сплит, спродюсированного лейблами Gold Standard Laboratories из Сакраменто и Zum из Сан-Франциско. Первый самостоятельный альбом !!!, также получивший название !!!, вышел 5 июня 2001 года, после продолжительного тура группы по США. Часть участников группы переехала в Нью-Йорк, но они продолжили работать вместе, давали концерты и снова собрались в студии для работы над своим вторым альбомом Louden Up Now, который вышел в 2004 году.

## Дискография

### Альбомы
- !!! — 5 июня 2001, Gold Standard Laboratories
- Louden Up Now — 8 июня 2004, Touch and Go/Warp
- Myth Takes — 6 марта 2007, Warp
- Strange Weather, Isn't It? — 23 августа 2010, Warp
- Thr!!!er — 30 апреля 2013, Warp
- As if — 16 октября 2015, Warp
- Shake the Shudder — 19 мая 2017, Warp
- Wallop — 30 августа 2019, Warp
- Certified Heavy Kats  — 31 июля 2020, Warp

### Мини-альбомы
- GSL26/LAB SERIES VOL. 2 — (сплит с Out Hud, 1999, Gold Standard Laboratories)
- Live Live Live — (ноябрь 2004, Beat, только в Японии)
- Take Ecstasy With Me/Get Up — (7 июня 2005, Touch and Go)

### Синглы
- «The Dis-Ease/The Funky Branca» — (1998)
- «Me and Giuliani Down by the Schoolyard (A True Story)» — (2003)
- «Pardon My Freedom» — (2004)
- «Hello? Is This Thing On?» — (2004)
- «Me and Giuliani Down by the Schoolyard (A Remix)» — (2004)
- «Heart of Hearts» — (2007)
- «Must Be the Moon» — (2007)

### Прочие проекты
- !!! ('97 tour cassette) — (1997)